# Homme
Homme (em coreano: 옴므) foi um duo musical sul-coreano. O duo era composto por Lee Hyun e Lee Chang-min.

## História
O duo foi composto de Lee Changmin do 2AM e Lee Hyun do 8Eight e formado como um grupo de projeto em 2010, lançando seu primeiro single digital "I Was Able to Eat Well". A canção foi assinatura projeto de estréia para Mnet 20's Choice Awards 2010 produtor Bang Shi-hyuk (também conhecido "Hitman Bang"), e foi listado como o segundo mais popular por Gaon em toques de celular de vendas em 2010. Em seu primeiro aniversário em julho de 2011, eles lançaram como parte de um EP "HOMME" e, novamente, como parte de um mini-álbum "Pour Les Femmes" em 2014. Eles tocaram a canção e ganhou o "Best Ballad Song" no "1st Korea Music Copyright Awards" cerimônia hospedado pela "Korea Music Copyright Association (KOMCA)" em dezembro de 2011.
"I Was Able to Eat Well" também recebeu atenção em 2011, quando o Comité de Proteção da Juventude (YPC) da Coréia proibiu para os menores de 19 anos por causa das letras que incluíam: "Vou beber muito com meus amigos para esquecer tudo" e "Blub, blub , Blub depois que eu bebi muito ontem" Uma canção de B2ST foi similarmente censurada ao mesmo tempo.
Outros singles que eles fizeram incluem "It Girl", "Man Should Laugh" e " Cry Baby" de 2015, que precederam a série de concertos de outubro "Hommexit" realizada em Seul. Também em 2015, lançaram outro single "Is not No Love".
Em Março de 2016, foi realizado um concerto para comemorar o White Day "The Homme's Love" na Yonsei University.
Em 1º de fevereiro de 2018, a BigHit Entertainment anunciou que Lee Chang-min deixaria a agência para estabelecer sua própria agência depois que seu contrato exclusivo chegou ao fim em janeiro.

## Aparições na televisão
Eles apareceram no programa de variedades de música "Imortais Canções 2" da KBS2 e no "National Singing Contest" em setembro de 2015, no desempenho de seu trot número de "Nest".

## Discografia
| Ano  | Nome do álbum          | Título Da Música  |
| ---- | ---------------------- | ----------------- |
| 2010 | HOMME by 'Hitman' Bang | 밥만 잘 먹더라    |
| 2011 | Man Should Laugh       | 남자니까 웃는거야 |
| 2014 | Pour Les Femmes        | It Girl           |
| 2015 | No More Cry            | 울지 말자         |
| 2015 | It's Not Love          | 사랑이 아냐       |
| 2016 | Just Come To Me        | 너 내게로 와라    |

### Trilhas sonoras
| Ano  | Título da Música                                   | Álbum                         |
| ---- | -------------------------------------------------- | ----------------------------- |
| 2012 | Words There's No Way You Can Hear (들리지 않는 말) | MBC "Five Fingers" OST Part 2 |
| 2014 | Love Comes With Goodbyes (사랑은 이별을 품고 온다) | SBS "Endless Love" OST Part 3 |

## Prêmios e indicações
| Ano  | Prêmio                  | Categoria          | Trabalho indicado      | Resultado |
| ---- | ----------------------- | ------------------ | ---------------------- | --------- |
| 2010 | Melon Music Awards      | Song of the Year   | I Was Able to Eat Well | Indicado  |
| 2010 | Mnet Asian Music Awards | Best Collaboration | I Was Able to Eat Well | Indicado  |
| 2010 | Bugs Music Awards       | Best Duet          | I Was Able to Eat Well | Indicado  |
| 2011 | KOMCA Music Awards      | Best Ballad Song   | I Was Able to Eat Well | Venceu    |

### Prêmios de programas musicais
Music Bank
| Ano  | Data          | Canção                   |
| ---- | ------------- | ------------------------ |
| 2010 | 3 de setembro | "I Was Able To Eat Well" |